# (2732) Witt
(2732) Witt est un astéroïde de la ceinture principale.

## Description
(2732) Witt est un astéroïde de la ceinture principale. Il fut découvert le 19 mars 1926 à Heidelberg par Max Wolf. Il présente une orbite caractérisée par un demi-grand axe de 2,76 UA, une excentricité de 0,02 et une inclinaison de 6,5° par rapport à l'écliptique.

## Compléments